# Sabal
Sabal – rodzaj roślin z rodziny arekowatych (palm). Obejmuje 16 gatunków, które występują w południowo-wschodniej części USA, w Ameryce Środkowej oraz w Wenezueli i Kolumbii na północy Ameryki Południowej. Suche liście często pozostają poniżej korony, tworząc rodzaj „spódniczki”. Kwiaty męskie i żeńskie występują na tej samej roślinie.
Uprawiane są jako ozdobne i dostarczające wartościowego materiału plecionkarskiego. Duże znaczenie użytkowe ma zwłaszcza Sabal causiarum (z liści wyplata się kosze i kapelusze) oraz Sabal palmetto, cenionej dla liści oraz kłodzin, służących do wyrobu mebli.

## Systematyka
Rodzaj z plemienia Sabaleae z podrodziny Coryphoideae z rodziny arekowatych.
Wykaz gatunków
- Sabal antillensis M.P.Griff.
- Sabal bermudana L.H.Bailey
- Sabal × brazoriensis D.H.Goldman, Lockett & Read
- Sabal causiarum (O.F.Cook) Becc.
- Sabal domingensis Becc.
- Sabal etonia Swingle ex Nash
- Sabal gretherae H.J.Quero
- Sabal lougheediana M.P.Griff. & Coolen
- Sabal maritima (Kunth) Burret
- Sabal mauritiiformis (H.Karst.) Griseb. & H.Wendl.
- Sabal mexicana Mart.
- Sabal minor (Jacq.) Pers. – palma sabalowa
- Sabal palmetto (Walter) Lodd. ex Schult. & Schult.f.
- Sabal pumos (Kunth) Burret
- Sabal rosei (O.F.Cook) Becc.
- Sabal uresana Trel.
- Sabal yapa C.Wright ex Becc.